# Pombares
Pombares é uma aldeia portuguesa do Município de Bragança que foi sede da extinta Freguesia de Pombares, freguesia que tinha 10,84 km² de área e 41 habitantes (2011), e, por isso, uma densidade populacional de 3,8 hab/km².
A Freguesia de Pombares foi extinta em 2013, no âmbito de uma reforma administrativa nacional, tendo sido agregada à freguesia de Rebordainhos,ara formar uma nova freguesia denominada União das Freguesias de Rebordainhos e Pombares com a sede em Rebordainhos.

## População
| População da freguesia de Pombares | População da freguesia de Pombares | População da freguesia de Pombares | População da freguesia de Pombares | População da freguesia de Pombares | População da freguesia de Pombares | População da freguesia de Pombares | População da freguesia de Pombares | População da freguesia de Pombares | População da freguesia de Pombares | População da freguesia de Pombares | População da freguesia de Pombares | População da freguesia de Pombares | População da freguesia de Pombares | População da freguesia de Pombares |
| ---------------------------------- | ---------------------------------- | ---------------------------------- | ---------------------------------- | ---------------------------------- | ---------------------------------- | ---------------------------------- | ---------------------------------- | ---------------------------------- | ---------------------------------- | ---------------------------------- | ---------------------------------- | ---------------------------------- | ---------------------------------- | ---------------------------------- |
| 1864                               | 1878                               | 1890                               | 1900                               | 1911                               | 1920                               | 1930                               | 1940                               | 1950                               | 1960                               | 1970                               | 1981                               | 1991                               | 2001                               | 2011                               |
| 189                                | 198                                | 196                                | 228                                |                                    |                                    |                                    | 201                                | 185                                | 196                                | 103                                | 92                                 | 82                                 | 59                                 | 41                                 |

Nos anos de 1911 a 1930 estava anexada à freguesia de Quintela de Lampaças.  Pelo decreto lei nº 27.424, de 31/12/1936, foram desanexadas, passando a constituir freguesias autónomas